# بره‌سیله
بره‌سیله، روستایی از توابع بخش مرکزی شهرستان اسلام‌آباد غرب در استان کرمانشاه ایران است.

امیر مهدی سیفی دانش‌آموزی پایه نهم ۱۴ ساله متولد تهران و ساکن پردیس است نام پدر او تورج سیفی است وی اصالتا ولکه وندی میباشد ولکه وند روستایی نزدیک به بره سیله است 

امیر مهدی سیفی 

## جمعیت
این روستا در دهستان حومه شمالی قرار دارد و براساس سرشماری مرکز آمار ایران در سال ۱۳۸۵، جمعیت آن ۳۵۹ نفر (۷۰خانوار) بوده‌است.
مسیر این روستا جاده گهواره است و مردمانش دارای مذهب اهل‌حق (یارسان) هستند. 
از شغل‌های مردم این روستا می‌توان به دامداری و کشاورزی اشاره کرد.